# Línia Yūrakuchō
La Tokyo Metro Yūrakuchō Line (有楽町線, Yūrakuchō-sen) és una línia de metro propietat i operada per l'empresa Tokyo Metro. La línia connecta Wakōshi a la ciutat de Wakō (Prefectura de Saitama) i l'estació de Shin-Kiba, a Tòquio. Als mapes, diagrames i senyals, la línia es mostra amb el color "daurat" (▉), i les seves estacions són una combinació de números amb la lletra Y.
El nom oficial és Line No. 8 Yūrakuchō Line (8号線有楽町線, Hachi-gō-sen Yūrakuchō-sen). Segons el pla de transports de la ciutat de Tòquio, és diferent. El número assignat a la secció sud de la línia (entre Kotake-Mukaihara i Shin-Kiba) és Línia 8, però al nord (entre Kotake-Mukaihara i Wakōshi) és Línia 13, que indica que la secció és una porció de la Fukutoshin Line, que té aquest número.

## Introducció
La Yūrakuchō Line té al nord de la línia una secció on hi han més serveis de companyies privades de ferrocarril, com la Tōbu Railway a Wakōshi. L'altra és la Seibu Railway a Kotake-Mukaihara, amb una línia que fa de "bypass", la Seibu Yūrakuchō Line, que connecta a la Ikebukuro Line.
Segons la Tokyo Metropolitan Bureau of Transportation (juny 2009), la línia és la cinquena més col·lapsada, arribant fins a un 173% de la seva capacitat entre Higashi-Ikebukuro i Gokokuji.
Hi va haver el servei semi-exprés (準急) a la Yūrakuchō Line entre el 14 de juny de 2008 i el 6 de març de 2010. havent-hi dos trens per hora entre Wakōshi i Shin-Kiba. Entre Wakōshi i Ikebukuro els trens només feien parada a Kotake-Mukaihara; i entre Ikebukuro i Shin-Kiba es parava a totes les estacions. Els trens semi-exprés funcionaven només en hores punta o dies laborables. Aquest servei es va acabar el 6 de març de 2010.

## Història
- 30 octubre 1974: La secció Ikebukuro - Ginza-itchōme obre.
- 27 març 1980: Obre la secció entre Ginza-Itchōme i Shintomichō.
- 24 juny 1983: Eidan Narimasu (ara anomenat Chikatetsu Narimasu) - Ikebukuro
- 1 octubre 1983: Obre la secció del Seibu Railway Seibu Yūrakuchō Line entre Kotake-Mukaihara i Shin-Sakuradai.
- 25 agost 1987: Wakōshi - Eidan Narimasu. Servei per la Tōbu Tōjō Line.
- 8 juny 1988: En completar-se la secció entre Shintomichō i Shin-Kiba, es completa la línia.
- 18 març 1993: S'introdueixen a la línia les 07 sèries.
- 7 desembre 1994: Es construeixen 2 vies més, arribant a 4 entre Kotake-Mukaihara i Ikebukuro. Les dues noves vies s'anomenen "Yūrakuchō New Line" (La nova Yūrakuchō Line), establint-se el final d'aquesta nova línia a Ikebukuro, sense parar a Senkawa o Kanamechō.
- 26 març 1998: Servei per la Seibu Ikebukuro Line.
- 1 abril 2004: TRTA (Teito Rapid Transit Authority, Eidan) es privatitza, convertint-se en Tokyo Metro
- 31 octubre 2005: S'introdueixen els vagons només per dones.
- 1 setembre 2006: Entren en servei a la línia la 10000 series
- 2 maig 2008: Entra en servei l'exprés "Bay Resort" (des de la Odakyu Line)
- 14 juny 2008: Entra en servei la Tokyo Metro Fukutoshin Line. La "Yūrakuchō New Line" s'annexiona a la Fukutoshin Line, compartint vies entre Wakōshi i Kotake-Mukaihara. Comença el servei semi-exprés.
- 6 març 2010: S'acaba el servei semi-exprés.

## Estacions
| Número estació | Estació             | Japonès    | Distance (km)   | Distance (km) | Exprés  | Enllaç | Situació | Situació             |
| Número estació | Estació             | Japonès    | Entre estacions | Total         | Exprés  | Enllaç | Situació | Situació             |
| -------------- | ------------------- | ---------- | --------------- | ------------- | ------- | --- | -------- | -------------------- |
| Y-01           | Wakōshi             | 和光市     | -               | 0.0           | [ * 1 ] | Tokyo Metro Fukutoshin Line (F-01) (vies compartides) Tōbu Tōjō Line (alguns serveis)                                                                                  | Wakō     | Saitama              |
| Y-02           | Chikatetsu-Narimasu | 地下鉄成増 | 2.2             | 2.2           | [ * 1 ] | Tokyo Metro Fukutoshin Line (F-02) (vies compartides) Tōbu Tōjō Line (Narimasu)                                                                                        | Itabashi | Prefectura de Tòquio |
| Y-03           | Chikatetsu-Akatsuka | 地下鉄赤塚 | 1.4             | 3.6           | [ * 1 ] | Tokyo Metro Fukutoshin Line (F-03) (vies compartides) Tōbu Tōjō Line (Shimo-Akatsuka)                                                                                  | Nerima   | Prefectura de Tòquio |
| Y-04           | Heiwadai            | 平和台     | 1.8             | 5.4           | [ * 1 ] | Tokyo Metro Fukutoshin Line (F-04) (vies compartides) | Nerima   | Prefectura de Tòquio |
| Y-05           | Hikawadai           | 氷川台     | 1.4             | 6.8           | [ * 1 ] | Tokyo Metro Fukutoshin Line (F-05) (vies compartides) | Nerima   | Prefectura de Tòquio |
| Y-06           | Kotake-Mukaihara    | 小竹向原   | 1.5             | 8.3           | [ * 1 ] | Tokyo Metro Fukutoshin Line (F-06) (vies compartides) Seibu Yūrakuchō Line (servei des de Ikebukuro)                                                                   | Nerima   | Prefectura de Tòquio |
| Y-07           | Senkawa             | 千川       | 1.0             | 9.3           | [ * 1 ] | Tokyo Metro Fukutoshin Line (F-07) | Toshima  | Prefectura de Tòquio |
| Y-08           | Kanamechō           | 要町       | 1.0             | 10.3          | [ * 1 ] | Tokyo Metro Fukutoshin Line (F-08) | Toshima  | Prefectura de Tòquio |
| Y-09           | Ikebukuro           | 池袋       | 1.2             | 11.5          | [ * 1 ] | Tokyo Metro Marunouchi Line (M-25), Tokyo Metro Fukutoshin Line (F-09) Yamanote Line, Saikyō Line, Shōnan Shinjuku Line Tōbu Tōjō Line Seibu Ikebukuro Line            | Toshima  | Prefectura de Tòquio |
| Y-10           | Higashi-Ikebukuro   | 東池袋     | 0.9             | 12.4          | [ * 1 ] | Toden Arakawa Line (Higashi-Ikebukuro-yon-chōme) | Toshima  | Prefectura de Tòquio |
| Y-11           | Gokokuji            | 護国寺     | 1.1             | 13.5          | [ * 1 ] | | Bunkyō   | Prefectura de Tòquio |
| Y-12           | Edogawabashi        | 江戸川橋   | 1.3             | 14.8          | [ * 1 ] | | Bunkyō   | Prefectura de Tòquio |
| Y-13           | Iidabashi           | 飯田橋     | 1.6             | 16.4          | [ * 1 ] | Tokyo Metro Tōzai Line (T-06), Tokyo Metro Namboku Line (N-10) Chūō-Sōbu Line Toei Ōedo Line (E-06)                                                                    | Shinjuku | Prefectura de Tòquio |
| Y-14           | Ichigaya            | 市ヶ谷     | 1.1             | 17.5          | [ * 1 ] | Tokyo Metro Namboku Line (N-09) Chūō-Sōbu Line Toei Shinjuku Line (S-04)                                                                                               | Chiyoda  | Prefectura de Tòquio |
| Y-15           | Kōjimachi           | 麹町       | 0.9             | 18.4          | [ * 1 ] | | Chiyoda  | Prefectura de Tòquio |
| Y-16           | Nagatachō           | 永田町     | 0.9             | 19.3          | [ * 1 ] | Tokyo Metro Hanzōmon Line (Z-04), Tokyo Metro Namboku Line (N-07), Tokyo Metro Ginza Line (Akasaka-mitsuke: G-05), Tokyo Metro Marunouchi Line (Akasaka-mitsuke: M-13) | Chiyoda  | Prefectura de Tòquio |
| Y-17           | Sakuradamon         | 桜田門     | 0.9             | 20.2          | ｜      | | Chiyoda  | Prefectura de Tòquio |
| Y-18           | Yūrakuchō           | 有楽町     | 1.0             | 21.2          | ｜      | Tokyo Metro Hibiya Line (Hibiya: H-07), Tokyo Metro Chiyoda Line (Hibiya: C-09) Yamanote Line, Keihin-Tōhoku Line Toei Mita Line (Hibiya: I-08)                        | Chiyoda  | Prefectura de Tòquio |
| Y-19           | Ginza-itchōme       | 銀座一丁目 | 0.5             | 21.7          | ｜      | | Chūō     | Prefectura de Tòquio |
| Y-20           | Shintomichō         | 新富町     | 0.7             | 22.4          | ｜      | | Chūō     | Prefectura de Tòquio |
| Y-21           | Tsukishima          | 月島       | 1.3             | 23.7          | ｜      | Toei Ōedo Line (E-16) | Chūō     | Prefectura de Tòquio |
| Y-22           | Toyosu              | 豊洲       | 1.4             | 25.1          | ●       | Yurikamome | Kōtō     | Prefectura de Tòquio |
| Y-23           | Tatsumi             | 辰巳       | 1.7             | 26.8          | ｜      | | Kōtō     | Prefectura de Tòquio |
| Y-24           | Shin-Kiba           | 新木場     | 1.5             | 28.3          | ●       | Keiyō Line Rinkai Line | Kōtō     | Prefectura de Tòquio |

1. ↑  L'exprés Romancecar Bay Resort va entre Shin-Kiba i Hon-Atsugi en la Odakyū Odawara Line de dos a tres cops per mes, connectada mitjançant vies Sakuradamon i Kasumigaseki per la Chiyoda Line.